# ماساهيكو يوكي
ماساهيكو يوكي (باليابانية: 結城雅彦) هو عازف قيثارة ياباني، ولد في 20 يونيو 1975 في أوساكا في اليابان.